# Diploglossus montisilvestris
Espèce
Statut de conservation UICN

 DD  : Données insuffisantes
Diploglossus montisilvestris est une espèce de sauriens de la famille des Diploglossidae.

## Répartition
Cette espèce est endémique du Panama. 

## Publication originale
- Myers, 1973 : Anguid lizards of the genus Diploglossus in Panamá, with the description of a new species. American Museum Novitates, no 2523, p. 1-20 (texte intégral).